# Улица Госпе од поља
„Улица Госпе од поља” (енгл. The Street of Our Lady of the Fields) је приповетка коју је Роберт В. Чејмберс објавио у збирци Краљ у жутом 1895. године.

## Радња
Свештеник Џоел Бирам и његов пријатељ Хејстингс шетају улицом у потрази за смештајем за Хејстингса. Бирам је несрећан, видећи знаке присуства језуита. Налазе преноћиште у кући госпође Марот. Касније, Хејстингс је скоро ухапшен због пуштања пса за кога се докаже да припада његовом пријатељу Фоксхолу Клифорду.